# Otto I. (Bayern)

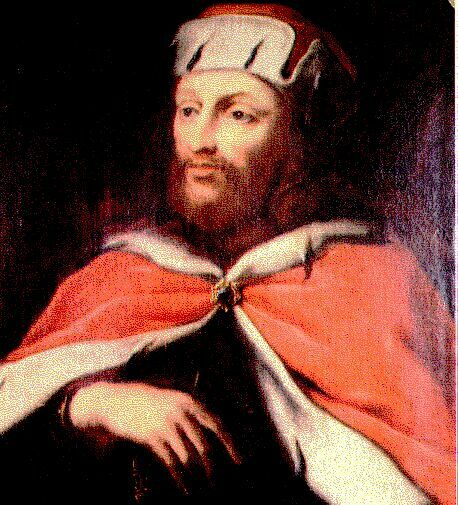
Undatiertes Gemälde von Otto I. in Die Chronik Bayerns (1987)

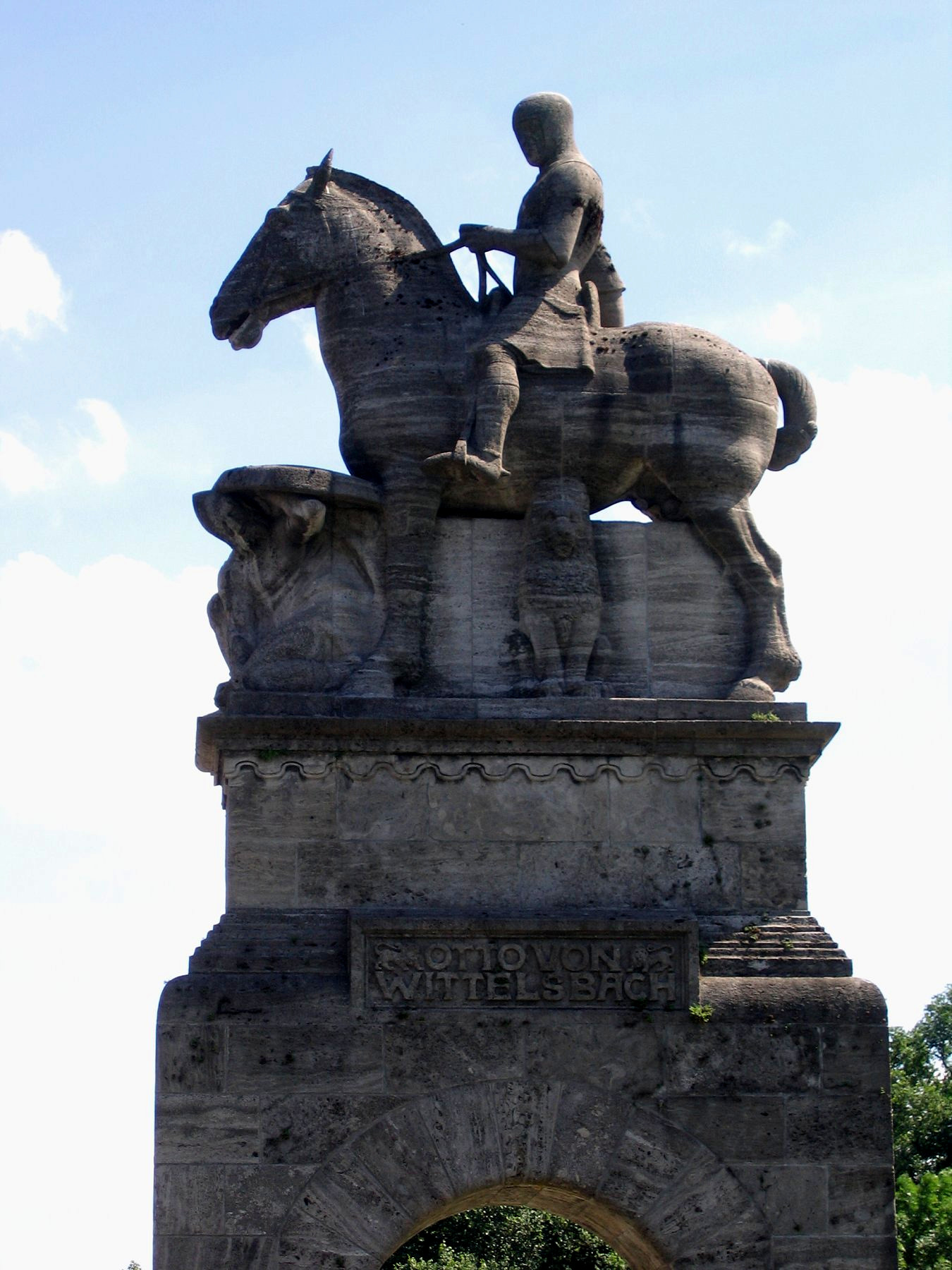
Reiterstandbild, Wittelsbacherbrücke in München, 1905 erstellt vom Bildhauer Georg Wrba

Otto I. der Rotkopf (* um 1117 wohl in Kelheim; † 11. Juli 1183 in Pfullendorf) aus dem Geschlecht der Wittelsbacher war der Sohn des Pfalzgrafen Otto V. von Scheyern († 1156) und dessen Frau Heilika von Lengenfeld. Er war 1156 als Otto VI. Pfalzgraf von Bayern und von 1180 bis zu seinem Tod Herzog von Bayern.

## Dynastische Bedeutung
Mit seinem Aufstieg zum Herzog begann die Herrschaft der Wittelsbacher über Bayern, die 738 Jahre bis 1918 währte. Allerdings erstreckte sich die Herrschaft der bayerischen Herzöge seit Otto über ein deutlich verkleinertes Bayern. Bereits 976 war das Herzogtum Kärnten abgespalten worden, 1153 das Herzogtum Meranien und 1156 das Herzogtum Österreich. Im Jahre 1180 schließlich wurde kurz vor Ottos Belehnung auch noch das Herzogtum Steiermark abgetrennt. Das 1180 auf das heutige Altbayern geschrumpfte Herzogtum gewann somit seit Otto zunehmend den Charakter des spätmittelalterlich geprägten Territorialstaats. Nach Otto von Schwaben und Otto von Northeim war er bereits der dritte Herzog von Bayern mit diesem Namen, als erster Herzog der Wittelsbacher in Bayern wird er aber als Otto I. geführt.

## Leben
Otto war auch Vogt von Freising, Weihenstephan, Geisenfeld und Ensdorf. Er war mit Agnes verheiratet, einer Tochter Ludwigs I. von Loon und Rieneck. Sein Bruder Konrad I. von Wittelsbach war von 1161 bis 1165 und von 1183 bis 1200 Erzbischof von Mainz sowie von 1177 bis 1183 Erzbischof von Salzburg. 1180 wurde ein weiterer Bruder als Otto VII. Pfalzgraf von Bayern.
Otto I. war ein enger Verbündeter Kaiser Friedrich Barbarossas und für diesen diplomatisch tätig. Er erstürmte und eroberte 1155 mit 200 ausgesuchten Soldaten die die Veroneser Klause überhöhende und beherrschende Stellung und schuf damit die Voraussetzung für Barbarossas Zug über die Alpen zurück nach Deutschland. Wegen seiner Parteinahme, die er auch mit gezücktem Schwert beim Hoftag von Besançon 1157 deutlich machte, wurde er als langjähriger Anhänger der Staufer nach der Absetzung des Welfen Heinrichs des Löwen am 16. September 1180 in Altenburg mit dem Herzogtum Bayern belehnt. Herzog der Steiermark, die wie der Traungau vom Herzogtum Bayern abgetrennt wurde, wurde Ottokar IV. Die Belehnung erfolgte relativ spät nach der Absetzung Heinrichs des Löwen, die bereits im Januar in Würzburg vollzogen worden war, wohl weil sich die Neugestaltung des Südostens nicht so leicht organisieren ließ wie in Sachsen, das bereits im April desselben Jahres aufgeteilt wurde. Im Juni war auf dem Reichstag in Regensburg die Bestätigung der Absetzung auch auf bayerischem Boden erfolgt.
Otto etablierte die Wittelsbacher als vorherrschende Macht in Bayern, auch wenn das Herzogtum in den drei Jahren seiner Herrschaft noch nicht gesichert werden konnte: Auf dem Huldigungslandtag im November 1180 in Regensburg traten nur wenige Vertreter des bayerischen Hochadels auf. Die Andechser mit dem jüngst als Nachfolger des verstorbenen Wittelsbachers Konrad II. zum Herzog von Meranien erhobenen Berthold IV., die Grafen von Bogen, die Ortenburger oder Ebersberger waren den Wittelsbachern an Besitz und Macht zumindest ebenbürtig, wenn nicht überlegen.
Während der Stammesadel dem neuen Herzog weitgehend ablehnend gegenüberstand, verhielt sich der bayerische Episkopat unter Führung von Ottos Bruder Konrad von Salzburg loyal. Mit Hilfe des Kaisers, der Kirche und seiner Brüder, vor allem des neuen Pfalzgrafen Otto, konnte Otto I. die herzogliche Autorität in Bayern aber durchsetzen.
Auf der Rückkehr aus Konstanz, wo kurz zuvor der Friede von Konstanz beglaubigt worden war, starb Otto am 11. Juli 1183 in der kaiserlichen Burg Pfullendorf. Nachfolger Ottos wurde sein noch minderjähriger Sohn Ludwig.
Otto I. liegt im Kloster Scheyern begraben. Im Weißen Saal der Münchner Residenz befinden sich Wandteppiche, die seine Taten darstellen. Eine Gedenktafel für ihn fand Aufnahme in die Walhalla bei Regensburg.

## Familie
Otto I. heiratete um 1169 in Kelheim die Gräfin Agnes von Loon (* 1150; † 26. März 1191), Tochter des Grafen Ludwig I. von Loon. Aus der Ehe gingen zehn Kinder hervor:
- Otto (* (1169); † 7. August (1178))
- Sophie (* (1170); † 10. Juli 1238); ⚭ (1196) Landgraf Hermann I. von Thüringen (* um 1155; † 25. April 1217)
- Heilica (* (1171); 9. Oktober (1200)); ⚭ (vor 1178) Graf Dietrich von Wasserburg und Viechtenstein (1142–25. Januar (1206))
- Agnes (* (1172); † (1200)); ⚭ (vor 1177) Graf Heinrich I. von Plain († 30. Oktober (1196))
- Agnes († 13. Januar …)
- Richardis (* (1173); † 21. September 1231); ⚭ (1186) Graf Otto I. von Geldern und Zütphen († 22. Oktober 1207)
- Ludwig der Kelheimer (* 23. Dezember 1173; † 15. September 1231); ⚭ (Oktober 1204) Prinzessin Ludmilla von Böhmen (* um 1170; † 4. August 1240), Witwe des Grafen Albert III. von Bogen
- Ulrich († 29. Mai …)
- Tochter (* (1176)); ⚭ (1190) Graf Adelbert III. von Dillingen († 15. Februar 1214)
- Elisabeth (* (1178); † (1189/1190)); ⚭ Markgraf Berthold II. von Vohburg († 25. Mai 1204)

## Reiterstandbilder

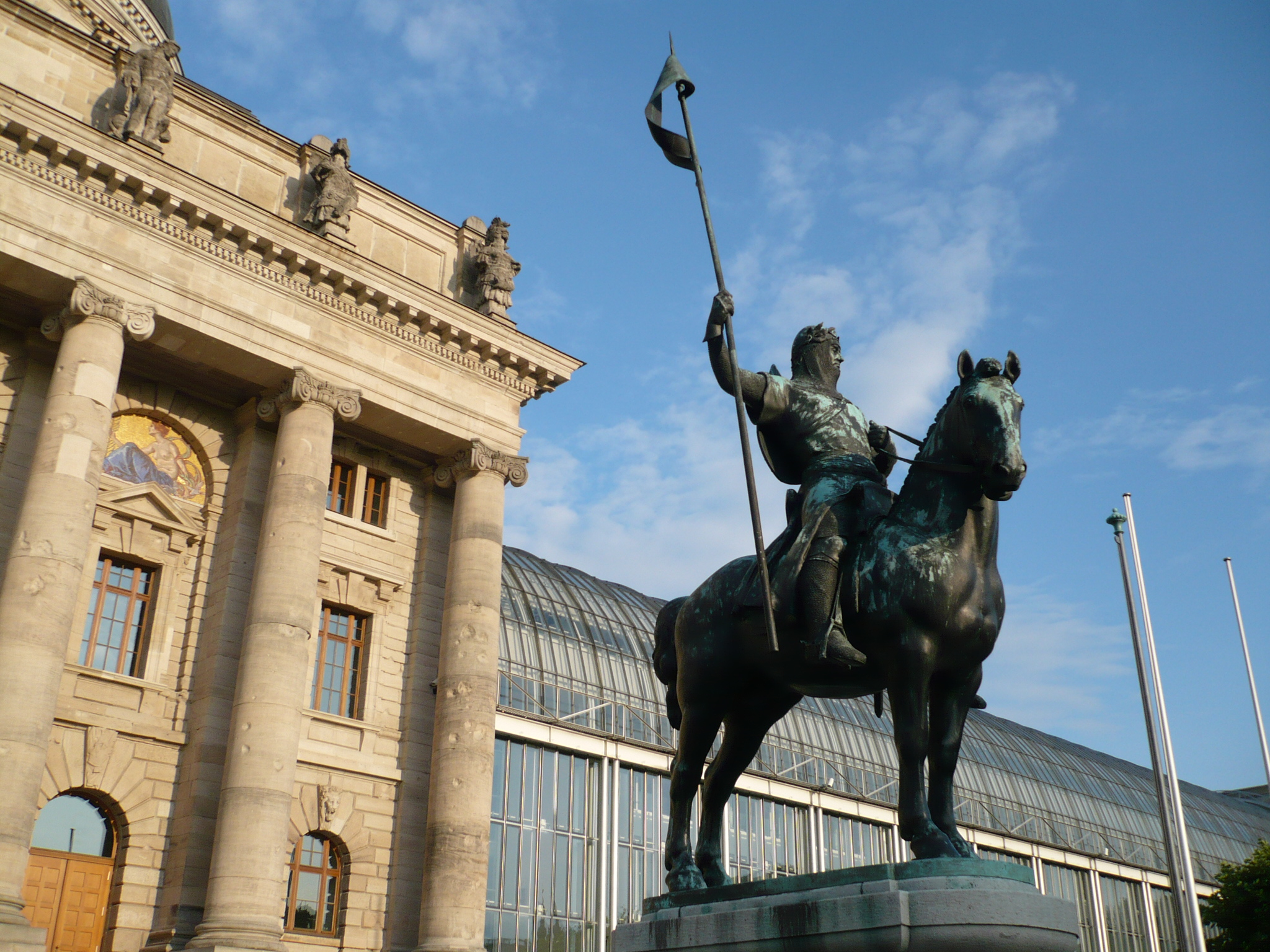
Reiterdenkmal, Hofgarten in München

In München entstanden durch Georg Wrba bzw. Ferdinand von Miller innerhalb von sechs Jahren (1905 und 1911) zunächst das Reiterstandbild auf der Wittelsbacherbrücke und dann ein weiteres vor der Bayerischen Staatskanzlei bzw. dessen heutigen Zentralbau, dem Armeemuseum. Das von Georg Wrba geschaffene Standbild auf der Wittelsbacherbrücke bildet im Gegensatz zu dem am Hofgarten streng genommen kein Denkmal, sondern eine Bauplastik. Die zwei Widmungen in vergleichsweise kurzer Zeit versinnbildlichen auch Ottos besondere Bedeutung erstens als Begründer der knapp 1000 Jahre währenden Herrschaft der Wittelsbacher über Bayern, und zweitens als Einflussgeber für Münchens Stadtentwicklung.